# Quinteto Tango Nuevo
Astor Piazzolla fundó un primer quinteto de tango, llamado Quinteto Tango Nuevo (conocido como la primera época) en la década de 1960; y más tarde lo refundó en los años 1980 (conocido como la segunda época).

## Historia
En 1958, Astor Piazzolla disolvió los dos grupos que había creado (el Octeto Buenos Aires) y partió hacia Estados Unidos, donde grabó los dos únicos discos de lo que llamó jazz-tango (que actualmente son muy difíciles de encontrar) con El Quinteto JT (Jazz-Tango).
En 1959, durante una actuación en Puerto Rico, con Juan Carlos Copes y María Nieves, se entera de la muerte de su padre, Vicente Nonino Piazzolla. Astor regresó a Nueva York, donde vivió con su familia, y fue allí donde compuso Adiós Nonino, su obra más famosa, que conservaría la sección rítmica del anterior tango Nonino, así como una sentimental elegía de despedida, que se convertiría con el paso de los años en sinónimo de Piazzolla. La muerte del padre de Astor provocó algunas rupturas en la vida familiar; pues su matrimonio hasta entonces con Dedé entró en crisis y se separaron, mientras que la relación con sus hijos también quedó gravemente dañada, sin poder repararse del todo.

Papá nos pidió que lo dejáramos solo por unas horas. Entramos a la cocina. Al principio hubo un silencio absoluto. Al rato escuchamos el bandoneón. Era una melodía muy triste, terriblemente triste. Compuso "Adiós Nonino".
Daniel Piazzolla 

En 1990, durante una entrevista, afirmó: «El tango número uno es “Adiós Nonino”. Intenté mil veces hacer uno mejor y no pude.» Se han grabado más de 170 versiones de "Adiós Nonino" con diferentes intérpretes.

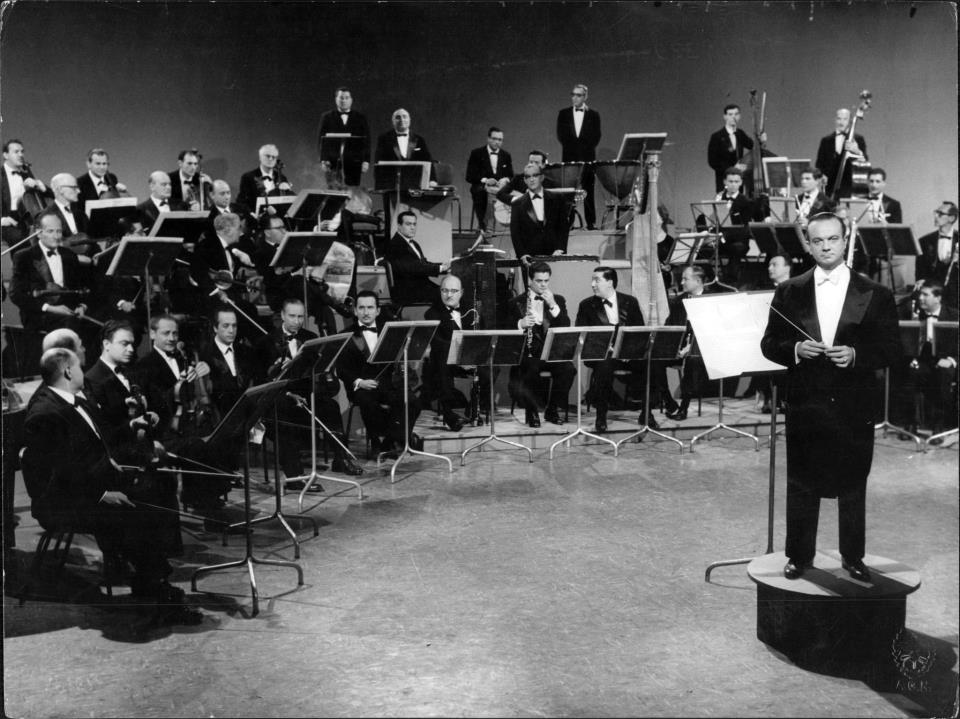
Piazzolla y su orquesta interpretando en canal 13, 1963.

Frustrado con el intento del jazz-tango, Piazzolla regresó a Buenos Aires en 1960 y formó el grupo que definiría definitivamente su estilo musical, que sería la base de agrupaciones posteriores y al que regresaría cada vez que se sentía frustrado por proyectos ajenos: el Quinteto Tango Nuevo, formado en su primera versión, por Piazzolla en el bandoneón, Jaime Gosis en el piano, Simón Bajour en el violín, Kicho Díaz en el contrabajo y Horacio Malvicino en la guitarra eléctrica.
Es con este grupo que publicará Adiós Nonino y todas las composiciones que marcaron su estilo y que serán más recordadas, como Las Cuatro Estaciones Porteñas (Verano Porteño, Otoño Porteño, Invierno Porteño y Primavera Porteña), la Suite del Ángel (Introducción al ángel, Milonga del Ángel, Muerte del ángel y Resurrección del ángel ), La Serie del Diablo (Tango diablo, Vayamos al diablo y Romance del diablo), Revirado, Fracanapa, Calambre, Buenos Aires Hora Cero, Decarísimo, Michelángelo '70 y Fugata, entre otros. Esta última pieza está basada en la obra del compositor alemán Johann Sebastian Bach.

### El Quinteto Tango Nuevo (primera época)
El primer Quinteto Tango Nuevo se formó en 1960 en Argentina a su regreso de Nueva York. Se rodeó de músicos emblemáticos y progresistas de la escena tanguera porteña: Simón Bajour, en el violín; reemplazado después por Elvino Vardaro; Jaime Gossis en el piano; Horacio Malvicino en la guitarra eléctrica y Kicho Díaz en el contrabajo.
Este quinteto es la formación perfecta para Piazzolla. Allí encuentra un equilibrio que lo galvaniza e inspira. Piazzolla es también un intérprete extraordinario y un líder de grupo de lo más inspirado. Su escritura es intransigente y su música se aleja cada vez más de la forma estándar del tango popular. Piazzolla sintetiza el tango de los años 1940 e inserta los elementos progresivos de la música neoclásica de esos mismos años (Bartók, Stravinsky) y el jazz Hard-Bop.
Esta formación se disolvió en 1970.

### El Quinteto Tango Nuevo (segunda época)
En 1978 volvió a trabajar con el Quinteto Tango Nuevo y retomó la composición de obras sinfónicas y piezas de música de cámara.
En 1984 actúa junto a la cantante Milva, intérprete del espectáculo «El Tango», en el Théâtre des Bouffes du Nord de París, Francia; y en Viena, Austria, con el Quinteto Tango Nuevo, donde grabó el disco Live in Wien. Actuó en Berlín, Alemania; y en el Teatro Vredenburg en Utrecht, Países Bajos, donde el director de VPRO-tv, Theo Uittenbogaard, realizó grabaciones y le permitió, para su deleite, actuar en el contexto de una proyección en vivo extremadamente ampliada de su bandoneón. Para muchos, es la mejor interpretación y grabación sonora de este episodio de su carrera.
En la presentación del concierto de 1984 en Utrecht, Astor dijo: « Sólo me interesa el futuro. "Esta es nuestra música del Buenos Aires de hoy", dijo Piazzolla durante este concierto. Hemos estado tocando esta música con esta banda desde 1960. Cuando empezamos a tocar esta música en 1960, la gente no la entendía. Hoy, 25 años después, esta música sigue sin entenderse. No es una broma, es la verdad. Pero hay muchos jóvenes que nos entienden. Son los jóvenes los que piensan y miran hacia el futuro. Pero la gente que siempre mira hacia atrás nunca entenderá mi música ni la de nadie más. Sólo me interesa el futuro. Creo en el futuro de mi país, Argentina, y en el futuro del nuevo tango. Si te gusta nuestra música, te amamos. Si no te gusta nuestra música, nosotros también te queremos.»
El quinteto se disolvió nuevamente en 1988, debido a los problemas de salud de Astor Piazzolla.